# Volta a Burgos 2016
La Volta a Burgos 2016, 38a edició de la Volta a Burgos, és una competició ciclista per etapes que es disputà entre el 2 i el 6 d'agost de 2016 sobre un recorregut de 674,72 km, repartits entre 5 etapes, la segona d'elles una contrarellotge per equips.
El vencedor fou l'espanyol Alberto Contador (Team Tinkoff) que superà per tan sols un segon al belga Ben Hermans (BMC Racing Team) i a Sergio Pardilla (Caja Rural-Seguros RGA), vencedor de la darrera etapa, amb final a las Lagunas de Neila. Omar Fraile (Dimension Data) guanyà la classificació de la muntanya, Danny van Poppel (Team Sky) la dels punts, Matvey Mamykin (Team Katusha) guanyà la del millor jove i el Movistar Team fou el millor equip.

## Equips
L'organització convidà a prendre part en la cursa a tretze equips World Tour, sis equips continentals professionals, i dos equips continentals:
- equips World Tour: Astana Qazaqstan Team, Team Katusha, Movistar Team, AG2R La Mondiale, Team Sky, Etixx-Quick Step, FDJ, BMC Racing Team, Cannondale-Drapac Pro Cycling Team, Orica-BikeExchange, Dimension Data, Team Tinkoff, Team Giant-Alpecin
- equips continentals professionals: Caja Rural-Seguros RGA, Topsport Vlaanderen-Baloise, Gazprom-RusVelo, One Pro Cycling, Nippo-Vini Fantini, Roompot Oranje Peloton
- equips continentals: Burgos-BH, Euskadi Basque Country-Murias

## Etapes
| Etapa    | Data     | Ciutats d'etapa                                      | type                      | Distància (km) | Vencedor de l'etapa    | Líder de la general      |
| -------- | -------- | ---------------------------------------------------- | ------------------------- | -------------- | ---------------------- | ------------------------ |
| 1a etapa | 2 de ago | Sasamón – Melgar de Fernamental                      | etapa plana               | 158            | Danny van Poppel       | Danny van Poppel         |
| 2a etapa | 3 de ago | Burgos – Burgos                                      | contrarellotge per equips | 10,72          | Astana                 | Dmitri Grúzdev           |
| 3a etapa | 4 de ago | Sedano – Villarcayo de Merindad de Castilla la Vieja | etapa accidentada         | 198            | Danny van Poppel       | Dmitri Grúzdev           |
| 4a etapa | 5 de ago | Aranda de Duero – Lerma                              | etapa de mitja muntanya   | 145            | Nathan Haas            | Gianni Meersman          |
| 5a etapa | 6 de ago | Caleruega – Llacunes de Neila                        | etapa de muntanya         | 163            | Sergio Pardilla Bellón | Alberto Contador Velasco |

## Classificació final
|             | Ciclista           | Equip                  | Temps            |
| ----------- | ------------------ | ---------------------- | ---------------- |
| Mallot lila | Alberto Contador   | Team Tinkoff           | 15 h 50 min 50 s |
| 2n          | Ben Hermans        | BMC Racing Team        | a 01 s           |
| 3r          | Sergio Pardilla    | Caja Rural-Seguros RGA | m.t              |
| 4t          | Simon Yates        | Orica-BikeExchange     | a 04 s           |
| 5è          | Peter Kennaugh     | Sky                    | a 11 s           |
| 6è          | Rubén Fernández    | Movistar               | a 16 s           |
| 7è          | Gianluca Brambilla | Etixx-Quick Step       | a 36 s           |
| 8è          | Matvey Mamykin     | Katusha                | a 57 s           |
| 9è          | Igor Antón         | Dimension Data         | a 1 min 04 s     |
| 10è         | Domenico Pozzovivo | AG2R La Mondiale       | m.t              |

## Evolució de les classificacions
| Etapa (Vencedor)            | Classificació general | Classificació de la muntanya | Classificació per punts | Classificació del millor jove | Classificació per equips |
| --------------------------- | --------------------- | ---------------------------- | ----------------------- | ----------------------------- | ------------------------ |
| 1a etapa (Danny van Poppel) | Danny van Poppel      | Martijn Tusveld              | Danny van Poppel        | Pablo Torres                  | BMC Racing               |
| 2a etapa (CRE) (Astana)     | Dmitriy Gruzdev       | Martijn Tusveld              | Danny van Poppel        | Pablo Torres                  | Astana                   |
| 3a etapa (Danny van Poppel) | Dmitriy Gruzdev       | Jochem Hoekstra              | Danny van Poppel        | Eneko Lizarralde              | Astana                   |
| 4a etapa (Nathan Haas)      | Gianni Meersman       | Jacques Janse Van Rensburg   | Danny van Poppel        | Eneko Lizarralde              | Astana                   |
| 5a etapa (Sergio Pardilla)  | Alberto Contador      | Omar Fraile                  | Danny van Poppel        | Matvey Mamykin                | Movistar Team            |
| Final                       | Alberto Contador      | Omar Fraile                  | Danny van Poppel        | Matvey Mamykin                | Movistar Team            |